# Маяк (футбольный клуб, Чарджоу)
Маяк — советский футбольный клуб из Чарджоу. Основан не позднее 1971 года.

## Достижения
- Во второй лиге СССР — участвовал (снят после двух месяцев) (в зональном турнире второй лиги 1972 год).

## Результаты выступлений
| Сезон | Турнир                                   | Достижение |
| ----- | ---------------------------------------- | ---------- |
| 1971  | Чемпионат Туркменской ССР, 1 группа      | чемпион    |
| 1972  | Чемпионат СССР 1972, вторая лига, 5 зона | снят       |